# Gaëtan Evrard
Pour les articles homonymes, voir Évrard.
Gaëtan Evrard, né le 4 juillet 1959 à Namur, un auteur de bande dessinée et illustrateur belge.

## Biographie
Gaëtan Evrard naît le 4 juillet 1959 à Namur. Après sa formation d'illustrateur à l'École supérieure des arts Saint-Luc de Liège, il commence sa carrière professionnelle dans la presse confessionnelle pour la jeunesse en 1984. Ainsi, on trouve sa signature dans les différentes publications des Éditions Averbode dont Tremplin, où il illustre des thèmes variés et réalise des pages d’éveil religieux en collaboration avec Anne-Dominique Derroitte, Geneviève Rousseau et Hedwig Berghmans. À la fin des années 1980, on le retrouve dans la revue Grain de Soleil de Bayard Presse et en 1990, il est dans Je bouquine. À partir de 2002, dans Pomme d’Api, Pomme d’Api Soleil et Prions en Église mais également dans les revues Mille et une histoires, Abricot, Pirouette, et Tournesol de l'éditeur jeunesse Fleurus presse.
L'auteur entame une longue collaboration avec les Éditions du Triomphe dans laquelle il publie régulièrement dans la collection « Le Vent de l'histoire » de nombreuses biographies en bande dessinée sur des personnalités de la chrétienté, tantôt comme scénariste, tantôt comme dessinateur quand ce n'est pas comme coloriste. En 2025, il sort Bienheureux Camille Costa de Beauregard sur Camille Costa de Beauregard.
L'auteur est multiprimé du prix européen Gabriel : Récits bibliques en images en 2002, Une vie donnée à Dieu et aux hommes - Les Moines de Tibhirine-Fès-Midelt en 2012 et Monseigneur Vladimir Ghika, Vagabond Apostolique en 2021.

### Vie privée
Gaëtan Evrard est marié à Bénédicte Quinet — également illustratrice pour enfants et coloriste — et père de quatre enfants, il vit à Sart-Custinne en Belgique.

## Œuvre

### Bande dessinée
Par ordre chronologique

### Illustration
- Comment j'ai guéri Don Quichotte par le docteur Sancho Panza[14], Duculot, coll. « Les Albums Duculot », 1986, 34 p.  (ISBN 2-8011-0609-7)
- Pierrot et Petit Pierrot[15], Pastel/L'École des loisirs, 18 juillet 1996, 24 p.  (ISBN 9782211039277)
- À la poursuite de l'œuf du dragon de Dominique Pérez, Bayard Presse, coll. « J'aime lire » (1997)[16].
- Félicien le jardinier de Bénédicte Quinet, Gaëtan Evrard (ill.), L'École des loisirs, 2004, 24 p.  (ISBN 2-211-06533-3).
- Les Sept Sacrements de Rosamée d'Andlau, Gaëtan Evrard (ill.), Bayard jeunesse, coll. « Prions en église junior », 2006, 89 p.  (ISBN 2-7470-1612-9).
- Rosie Rose[17] de Bénédicte Quinet, Gaëtan Evrard (ill.), Pastel/L'École des loisirs, février 2007, 28 p.  (ISBN 978-2-211-08582-3).
- Pain pour tous - Cahier de l'enfant d'Anne-Dominique Derroitte, Gaëtan Evrard (Dessins), Lumen Vitae, 29 avril 2011, 23 p.  (ISBN 9782873244026).

#### Livres
: document utilisé comme source pour la rédaction de cet article.
- Jacques Fiérain, « Evrard, Gaëtan », dans La BD dans les provinces de Liège, Namur et Luxembourg, Charleroi, Éd. l'Âge d'or, 2004, 112 p., ill. ; 31 cm (ISBN 9782960019698, OCLC 470388297, présentation en ligne), p. 39. .
- Pascale Eben et Karine Magis Magis, Répertoire des auteurs et illustrateurs de livres pour l'enfance et la jeunesse en Wallonie et à Bruxelles, Bruxelles, Wallonie-Bruxelles International, 2014, 192 p., ill. ; 26 cm (ISBN 9782930758008 et 2930758007, OCLC 944278134, lire en ligne), p. 176. .
- Philippe Mellot, Michel Denni, Laurent Turpin et Isabelle Morzadec, Trésors de la bande dessinée : BDM 2023-2024 - Catalogue encyclopédique et Argus, Paris, Les Arènes, novembre 2022, 23e éd., 1677 p., ill. ; 23 cm (ISBN 9791037507280, OCLC 1351462460, présentation en ligne), p. 1109, 279, 304, 447, 485, 513, 559, 662, 849, 857, 956, 1024, 1106, 1107, 1194. .

### Émissions de télévision
- Deux illustrateurs gedinnois vous dévoilent leur travail sur Matélé, reportage de Isabelle Marciat et François Mercy (2 min 31 s), 21 septembre 2016.

### Émissions de radio
- Gaétan et Bénédicte Evrard, illustrateurs, émission Le Temps d'un café présentée par Anbé, Grégory Clesse, Théo Mertens et Adrien Chardome sur Radio chrétienne francophone, (30 min), 15 août 2022.